# Dibortetrachlorid
Dibortetrachlorid je anorganická sloučenina s chemickým vzorcem B2Cl4.

## Příprava
Moderní syntéza zahrnuje dechloraci chloridu boritého pomocí mědi.
Lze jej také připravit působením elektrického výboje na chlorid boritý za nízké teploty:
BCl3 → BCl2 + Cl
Cl + Hg (elektroda) → HgCl nebo HgCl2
2 BCl2 → B2Cl4
Nejúčinnější technika syntézy nepoužívá kov, místo toho vysokofrekvenční střídavý proud prochází plynným chloridem boritým.

## Vlastnosti
Dibortetrachlorid je bezbarvá kapalina, která se hydrolyzuje ve vodě za vzniku kyseliny borité,chlorovodíkové a vodíku:
B2Cl4 + 6 H2O → 2 H3BO3 + H2 + 4 HCl
Stejně jako jiné tetrahalogenidy boru se dibortetrachlorid rozkládá při pokojové teplotě, přičemž rychlost rozkladu se zvyšuje katalytickým vlivem produktů rozkladu:
B2Cl4 → 1/n (BCl)n + BCl3
Na vzduchu začne dibortetrachlorid okamžitě hořet:
6 B2Cl4 + 3 O2 → 2 B2O3 + 8 BCl3
V pevném stavu dibortetrachlorid krystalizuje v ortorombické soustavě s prostorovou grupou Pbca (číslo 61) a mřížkovými parametry a = 11,9 Å, b = 6,281 Å, c = 7,69 Å. Dibortetrachlorid tvoří s Lewisovskými bazemi adukty v poměru 1:2.

## Reaktivita
Dibortetrachlorid je využíván jako činidlo pro syntézu organoboritých sloučenin. Například dibortetrachlorid se aduje na ethen:
CH2=CH2 + B2Cl4 → Cl2B–CH2–CH2–BCl2
Dibortetrachlorid absorbuje rychle vodík za pokojové teploty:
3 B2Cl4 + 3 H2 → B2H6 + 4 BCl3
Dibortetrachlorid reaguje s fluoridem antimonitým za vzniku dibortetrafluoridu:
3 B2Cl4 + 4 SbF3 → 3 B2F4 + 4 SbCl3